# Gneo Nevio
Gneo Nevio (in latino Gnaeus Naevius, od anche Cnaeus Naevius; Capua o Atella, 275 a.C. circa – Utica, 201 a.C.) è stato un poeta e drammaturgo romano, fondatore dell'epos nazionale latino.
Ebbe una notevole carriera letteraria a Roma fino a quando i suoi commenti satirici pronunciati nella commedia fecero infuriare la famiglia Metello, dei quali un appartenente era console. Dopo un soggiorno in prigione ritrattò e fu liberato dai tribuni della plebe. Dopo essere stato accusato di un secondo reato venne esiliato in Tunisia, dove scrisse il suo epitaffio e quindi si suicidò. Le sue commedie erano nel genere di fabula palliata, un adattamento della nuova commedia greca. Soldato durante le guerre puniche, fu un uomo particolarmente patriottico, inventando un nuovo genere chiamato fabula praetexta, un'estensione della tragedia a figure o avvenimenti nazionali romani. Dei suoi scritti sono sopravvissuti solo frammenti di diversi poemi nelle citazioni di grammatici tardoantichi (Carisio, Elio Donato, Sesto Pompeo Festo, Aulo Gellio, Isidoro di Siviglia, Macrobio, Nonio Marcello, Prisciano, Marco Terenzio Varrone).

## Biografia
Nacque in Campania, probabilmente a Capua, che dalla fine delle guerre sannitiche godeva della cittadinanza romana senza diritto di voto (civitas sine suffragio), tra il 275 e il 270 a.C.. Altre fonti però ne individuano il suo luogo natìo nell'antica città di Atella, di preciso nell'area che oggi costituisce la zona di Nevano (da cui appunto prende il nome) del comune di Grumo Nevano (Napoli). Era di stirpe italica (nella fattispecie osca) e di condizione libera, a differenza del contemporaneo Livio Andronico, schiavo d'origine italiota. Militò nelle file dell'esercito romano durante la prima guerra punica (264-241) e fu allora che ebbe occasione di approfondire la conoscenza della cultura siceliota (ma anche magnogreca e greca in generale) militando nel presidio romano di stanza ad Agrigento nel 254 a.C. È probabile che tornando dalla Sicilia portasse con sé copioni greci..
Terminata la guerra, Nevio visse a Roma lavorando come poeta: fece rappresentare la sua prima opera drammatica nel 235 a.C. Le scarse notizie conservate sulla sua vita e l'esiguo numero di frammenti delle sue opere giunte fino ad oggi non permettono di ricostruirne dettagliatamente la vita e le opinioni politiche; si configura tuttavia come un poeta indipendente, che, tramite le sue opere, seppe manifestare pubblicamente la sua opposizione alla classe dominante. È infatti rimasto noto il suo scambio di invettive (altercatio) con la potente famiglia dei Metelli: alla notizia dell'elezione al consolato scrisse Fato Metelli Romae fiunt consules, ovvero Per la rovina di Roma, i Metelli sono fatti consoli, oppure Per volere del destino i Metelli sono fatti consoli a Roma (e dunque senza alcun merito personale). Nevio è stato molto attento a non rendere chiaro l'insulto verso i Metelli, sfruttando il termine Fato, che significa sia sorte sia sfortuna, e il termine "Romae" può essere inteso come locativo o come genitivo. Si conosce anche la risposta data dai Metelli: Malum dabunt Metelli Naevio poetae, La mala sorte daranno i Metelli al poeta Nevio, ma anche "I Metelli daranno una mela al poeta Nevio", giacché "malum" può essere inteso come "mālum", mela, o come "mălum", male, cattiva sorte.
In ottemperanza alla legge delle XII tavole che puniva i mala carmina, nel 206 a.C. Nevio fu imprigionato a Roma, dove, dal carcere, scrisse due commedie con le quali faceva ammenda delle offese recate; fu dunque liberato grazie all'intervento dei tribuni della plebe, e la sua pena fu commutata in una condanna all'esilio: Nevio morì in Africa durante la seconda guerra punica attorno al 201 a.C..

## Opere letterarie

### Tragedie
L'innovazione che Nevio portò nella letteratura latina fu l'introduzione della fabula praetexta, tragedia ambientata a Roma (anziché in Grecia). Ne conosciamo due titoli: Romulus (o Lupus) e Clastidium. In Romulus si parla della vicenda di Romolo e Remo; Clastidium narra della battaglia di Clastidium del 222 a.C. vinta da Marcello contro i Galli, vittoria che permise ai romani di conquistare la Gallia Cisalpina.
Nevio scrisse anche sei tragedie cothurnate (di argomento greco): Aesiona, Danae, Equos Troianus, Iphigenia, Hector Proficiscens e Lycurgus. Fra queste, Danae e Equos Troianus - con la messa in scena di quest'ultima venne inaugurato il teatro di Pompeo a Roma nel 55 a.C.- ripetono titoli di Livio Andronico. La tragedia meglio conosciuta è il Lycurgus di cui ci restano 24 frammenti. Nel Lycurgus la storia ruota attorno al re di Tracia Licurgo (da non confondere con il mitico legislatore spartano) che cacciò dalla sua terra il Dio Bacco e le Baccanti, provocando l'ira funesta del dio del vino che si vendicò uccidendo il re e incendiando la sua reggia. Il tema era attuale a Roma: il culto di Dioniso (Bacco per i Romani) che era stato introdotto a Roma, negli ultimi decenni del III secolo a.C. aveva assunto connotati da rito propiziatorio e orgiastico, vietati da una sentenza del senato romano (senatus consultum de Bacchanalibus).

### Commedie
Per quanto riguarda la produzione comica, quella di Nevio lo rende il più importante predecessore di Plauto in questo campo; dai frammenti a noi giunti si nota una colorita inventiva verbale che sembra preparare il campo a quella di Plauto.
A differenza degli altri autori comici del II secolo a.C., la commedia di Nevio trattava temi più "seri" e "impegnativi", come la politica: le sue opere attaccavano personaggi politici (in particolare la potente famiglia dei Metelli). Questo fenomeno, anticonformista a Roma, ricorda la commedia greca del periodo di Aristofane, ed avrà però vita breve: Nevio avrebbe pagato per i suoi attacchi con il carcere ed il teatro comico latino fu emarginato dalla vita politica della città.
Delle commedie di Nevio si conoscono 28 titoli più un'ottantina di frammenti per un totale di 125 versi, di cui non pochi incompleti. Tra le varie opere, di cui ci sono giunti i titoli sia greci che latini, si distingue la Tarentilla, di cui si ha un frammento molto vivace in cui Nevio descrive la civetteria di una ragazza.
Altre opere sono:
- Acontizomenos ("Il colpito da un dardo")[15]
- Agitatoria[15]
- Agrypnuntes ("Gli insonni")[15]
- Appella[16]
- Ariolus ("L'indovino")[17]
- Astiologa[17]
- Colax ("L'adulatore")[10][18]
- Commotria[17]
- Corollaria ("La commedia delle ghirlande")[10]
- Carbonaria ("La commedia del carbone")[15]
- Dementes ("I pazzi")[17]
- Dolus ("L'inganno")[10]
- Figulus ("Il vaso")[17]
- Glaucoma ("La cataratta")[17]
- Guminasticus" (= "Gymnasticus") ("Il maestro di ginnastica")[10][14]
- Lamapadio[17]
- Leo ("Il leone")[17]
- Ludus ("Il gioco")[17]
- Lupus ("Il lupo")[17]
- Nagido[17]
- Nautae ("I marinai")[17]
- Nervolaria[17]
- Paelex ("La concubina")[17]
- Personata ("La donna in maschera")[17]
- Proiectus[17]
- Quadrigemini ("I quattro gemelli")[17]
- Satura[17]
- Stalagmus o Stalagmonissa[17]
- Stigmatias ("Lo schiavo marcato")[19]
- Technicus[17]
- Testicularia[17]
- Triphallus[17]
- Tribacelus ("L'uomo con tre peni")[16]
- Tunicularia ("La commedia della camicia")[15]

### Poema epico
Il Bellum Poenicum è un poema epico che narra della prima guerra punica (264-241 a.C.), scritto in tarda età e considerata la sua opera più importante già in età romana. Dai frammenti rimasti si evince come già Nevio cantasse il viaggio di Enea da Troia all'Italia, narrando anche dell'incontro a Cartagine con Didone. Il poema è scritto in versi saturni, come già l'Odusìa di Livio Andronico. Il poema fu diviso in sette libri dall'erudito del II secolo a.C. Gaio Ottavio Lampadione. Riguardo allo stile Nevio tende alla concisione con mezzi espressivi semplici ma efficaci.
Pare che il nome originale dell'opera fosse Carmen belli Poenici con riferimento ai carmina in cui si cantavano e si tramandavano oralmente le gesta degli eroi.
Rifacendosi ai poemi ellenistici inserisce lunghe digressioni mitiche per spiegare le cause (in greco aitia) dei vari avvenimenti storici. Scritto in 6.000 versi saturni, dei quali ne restano appena una sessantina, è considerato il modello del poema epico latino.